# Enrico Boselli

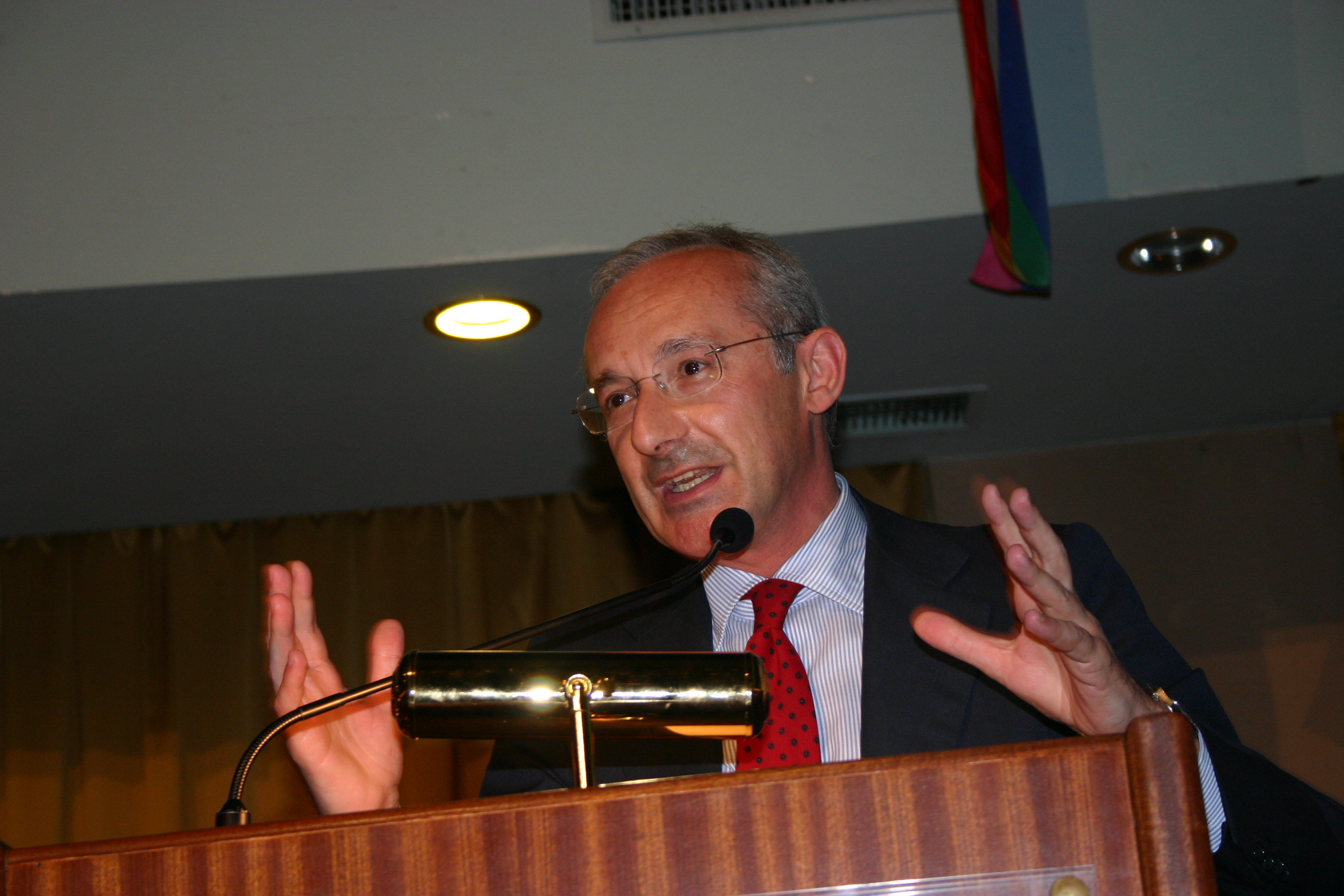
Boselli in 2007

Enrico Boselli (Bologna, 7 januari 1957), is een Italiaans politicus. Hij is de voorzitter van de Socialisti Democratici Italiani (Italiaanse Democratische Socialisten), een van de erfgenamen van de in 1994 opgeheven Partito Socialista Italiano.
Enrico Boselli was lid van de Partito Socialista Italiano (Socialistische Partij van Italië) en werd in 1979 nationaal secretaris van de Federazione Giovanile Socialista (Federatie van Jonge Socialisten) en was vicepresident van de Socialistische Jeugd Internationale (SJI). Van 1980 tot 1985 was hij lid van de gemeenteraad van Bologna en in 1987 werd hij plaatsvervangend burgemeester. Van 1990 tot 1993 was Boselli president van de regio Emilia-Romagna.
In 1994 werd Enrico Boselli voor Socialisti Italiani (Italiaanse Socialisten) in de Kamer van Afgevaardigden gekozen. Hij was ook partijsecretaris van Socialisti Italiani. Van 1999 tot 2004 was hij lid van het Europees Parlement. Sedert 1998 is hij nationaal secretaris van de centrumlinkse Socialisti Democratici Italiani (SDI). Hij stuurde zijn partij in de richting van L'Ulivo (en later L'Unione) van Romano Prodi.
Hij is het brein achter de vorming van Rosa nel Pugno ("Roos in de Vuist"), de alliantie tussen de SDI en de Radicali Italiani van Emma Bonino. Rosa nel Pugno, een sociaaldemocratische/libertaristische alliantie, maakt deel uit van L'Unione (De Unie).
Hij verzette zich fel tegen opname van Italia dei Valori van Antonio Di Pietro in L'Unione (2005).